# FENCE
『FENCE』（フェンス）は、TOM★CATの2枚目のオリジナル・アルバム。1986年5月21日に発売。発売元はキャニオン・レコード/AARD-VARK。5曲入ミニ・アルバム。初盤発売から10年後に初CD化。

## 収録曲
特記以外作詞・作曲:TOM

### SIDE A
1. SO WHAT? (We Are TOM★CAT)(Instrumental)
  - 作曲:日名子昭夫
  - 編曲:TOM★CAT
2. ひとりぼっちの反乱軍
  - 編曲:Light house project

#### SIDE B
1. 京葉レトロライン
  - 編曲:TOM★CAT
2. FENCE
  - 編曲:Light house project
3. BIRTHDAY SONG
  - 作詞:TOM & K.KOIKE　作曲:K.KOIKE　編曲:Light house project

## 関連作品
- ひとりぼっちの反乱軍
- TOM★CAT ベスト
- ポプコン・スーパー・セレクション TOM☆CAT ベスト